# Фанквист, Анетт
Анетт Фанквист в замужестве Поромаа (швед. Anette Fanqvist; род. 16 июня 1969 года, Френста) — шведская лыжница, призёрка чемпионата мира 1995 года. Жена шведского лыжника Ларри Поромаа.
В Кубке мира Фанквист дебютировала в 1992 году, в ноябре 1994 года впервые попала в тридцатку лучших в индивидуальной гонке на этапе Кубка мира. Всего в индивидуальных гонках имеет на своём счету 7 попаданий в тридцатку лучших на этапах Кубка мира. Лучшим достижением Фанквист в общем итоговом зачёте Кубка мира является 38-е место в сезоне 1994/95.
На Олимпиаде-1998 в Нагано заняла 37-е место в гонке на 30 км коньком и 8-е место в эстафете.
За свою карьеру принимала участие в двух чемпионатах мира, на чемпионате мира - 1995 в Тандер-Бее завоевала бронзовую медаль в эстафете. Лучший результат в личных гонках на чемпионатах мира, 27-е место в гонке на 15 км классическим стилем на том же чемпионате.